# Altamira FC
Der Altamira FC war ein mexikanischer Fußballverein aus der Stadt Altamira im Bundesstaat Tamaulipas.

## Geschichte
Zur Gründungsversammlung des Vereins, der auch als Estudiantes de Altamira bezeichnet wird, kamen mehrere hundert junge Personen. Obwohl dieses Ereignis am 12. Juli 2001 stattfand, erfolgte die offizielle Gründung erst vier Wochen später am 9. August 2001.
Der Verein begann 2001/02 in der dritten Liga und erwarb später die Lizenz zur Teilnahme an der zweitklassigen Primera División 'A', aus der er jedoch am Saisonende 2004/05 sportlich abstieg. Zwischen 2005/06 und 2009/10 spielte Altamira erneut in der drittklassigen Segunda División, war in der Saison 2010/11 aber wieder in der zweitklassigen Liga de Ascenso vertreten.
Nach einer erfolglosen Saison in der Ascenso MX wurde der Verein am 25. Mai 2015 abgemeldet und das Franchise Cafetaleros de Tapachula übernahm deren Lizenz, um in der Liga weiterzuspielen.

## Stadion
Der Verein trug seine Heimspiele im Estadio Altamira in Altamira aus. Das Stadion hat ein Fassungsvermögen von 9581 Personen. Eigentümer der Sportstätte ist die Enrqiue de Hita Yibale. Betrieben wird die Sportstätte von Desarrollo Urbano del Puerto Industrial de Altamira.
Koordinaten: 22° 24′ 6,4″ N, 97° 54′ 38,6″ W

## Trainer seit 2003
| Name                 | Zeit bei Altamira FC | Zeit bei Altamira FC |
| Name                 | von                  | bis                  |
| -------------------- | -------------------- | -------------------- |
| Jorge Vantolra       | 1. Juli 2003         | 2. Oktober 2003      |
| Jorge Vantolra       | 1. Januar 2004       | 5. April 2004        |
| Sergio Rubio         | 1. Juli 2010         | 30. Juni 2011        |
| Mario García         | 1. Juli 2011         | 31. Dezember 2011    |
| Eduardo Bacas        | 1. Januar 2012       | 10. März 2012        |
| Sergio Egea          | 1. Juli 2012         | 3. März 2013         |
| Jorge Collazo        | 4. März 2013         | 26. März 2013        |
| Carlos Daniel Jurado | 27. März 2013        | 30. Juni 2013        |
| Mario García         | 1. Juli 2013         | 24. Februar 2014     |
| Sergio Orduña        | 25. Februar 2014     | 10. Februar 2015     |
| Fernando Palomeque   | 1. Januar 2015       | 30. Juni 2015        |

## Ehemalige bekannte Spieler
- Esteban Alberto González
- Patrick da Silva
- Juliano de Andrade
- Lucas Antonio Silva de Oliveria
- William Arthur Conceição dos Santos
- Nelson San Martín
- Jairo Martínez
- David Toledo
- Hector del Angel
- Horacio Sánchez
- Pedro Solís
- Franz Torres
- Sony Norde
- Jonathan Jáuregui